# Fienvillers
Fienvillers – miejscowość i gmina we Francji, w regionie Hauts-de-France, w departamencie Somma.
Według danych na rok 1990 gminę zamieszkiwały 523 osoby, a gęstość zaludnienia wynosiła 45 osób/km² (wśród 2293 gmin Pikardii Fienvillers plasuje się na 517. miejscu pod względem liczby ludności, natomiast pod względem powierzchni na miejscu 345.).